# NGC 5866
Az NGC 5866 egy pontosan éléről látszó lentikuláris galaxis a Sárkány csillagképben.

## Felfedezése
Az NGC 5866-ot vagy Pierre Méchain, vagy Charles Messier fedezte fel. A legvalószínűbb, hogy Méchain észlelte először 1781 márciusában, Messier pedig nem sokkal ezután. William Herschel 1788-ban függetlenül felfedezte.
Feltételezések szerint ez a galaxis a Messier-katalógus máig vitatott M102 objektumával egyezik meg.

## Tudományos adatok
Az NGC 5866 a róla elnevezett galaxiscsoport (NGC 5866 galaxiscsoport) legfényesebb tagja. 672 km/s sebességgel távolodik tőlünk. Tömege mintegy harmada Tejútrendszerének.